# Roche à Perdrix
Roche à Perdrix är ett berg i Kanada.   Det ligger i provinsen Alberta, i den centrala delen av landet, 3 100 km väster om huvudstaden Ottawa. Toppen på Roche à Perdrix är 2 135 meter över havet.
Terrängen runt Roche à Perdrix är huvudsakligen kuperad, men den allra närmaste omgivningen är bergig. Trakten runt Roche à Perdrix är nära nog obefolkad, med mindre än två invånare per kvadratkilometer..
I omgivningarna runt Roche à Perdrix växer i huvudsak barrskog.